# شنل‌پوش کلاه‌دار
شنل‌پوش کلاه‌دار (نام علمی: Sapajus cay) نام یک گونه از سرده میمون شنل‌پوش تنومند است.